# Ненад Стевовић (политичар)
Ненад Стевовић (Ловћенац, 1962) српски је политичар, публициста, политиколог и истраживач. Истакнута је личност црногорске заједнице у Србији и оснивач је и председник Црногорске партије . 

## Биографија
Рођен је у Ловћенцу 1962. године у породици пореклом из Црне Горе.  Био је оснивач и први председник Удружења Црногораца Србије „Крсташ“ (2003). Био је и оснивач и председник Црногорске странке (2008). Он је иницијатор и координатор оснивања црногорског културно-просветног удружења „Принцеза Ксенија“ из Ловћенца, Црногорског удружења Прокупља, црногорског културно-просветног удружења „Монтенегрина“ из Суботице и Црногорског културног центра Београда . Био је иницијатор братимљења Цетиња и војвођанске општине Мали Иђош, где је насеље Ловћенац (2005). 
Стевовић је био активан пре и током референдумске кампање за независност Црне Горе. Његова активност се нарочито показала у организацији црногорске дијаспоре у Србији и неколико европских земаља. Стевовић је био покретач и реализатор постављања попрсје црногорског владике и писца Петра II Петровића-Његоша у Ловћенцу (2012). Иницијатор је увођења црногорског језика у службену употребу у Србији у општинама Мали Иђош, Врбас и Кула . Био је оснивач и главни уредник часописа „Огањ“, листа црногорске дијаспоре (2004-2007). Стевовић је био оснивач књижевног фонда на црногорском језику и писму у државним библиотекама у Малом Иђошу, Ловћенцу и Фекетићу. Члан је Матице црногорске, Војвођанског удружења политичких наука и Независног удружења новинара Војводине. 